# Linyi (Yan)
Linyi (临易; Línyì) var den kinesiska feodalstaten Yans andra huvudstad. Markis Huan (r. 697–691 f.Kr.) flyttade ca 697 f.Kr. Yan's huvudstad från Yandu till Linyi.
Linyi låg vid Rongcheng eller Xiong i Hebei 100 km sydväst om centrala Peking.